# 李惠善
李惠善（韓語：이혜선），韓國電視劇編劇。李惠善以編寫日日連續劇為主，並曾參與多個與電視劇行業有關的活動，包括在2014年赴台灣參加「台北電視節國際影視論壇」，及在2018年參與MBC的迷你電視劇編劇培訓課程等。

## 作品

### 電視劇
- 2004年：SBS《土地（朝鲜语：토지 (2004년 드라마)）》
- 2005年：SBS《露露公主》
- 2008年：SBS《鴨綠江流過（朝鲜语：압록강은 흐른다）》
- 2009年：SBS《妻子回來了》
- 2012年：SBS《因為是你才喜歡》
- 2014年：KBS《天上女人》
- 2016年：MBC《黃金口袋》
- 2019年：MBC《春天來了，春天》

## 外部連結
- NAVER搜索 （页面存档备份，存于）